# Reef Blower
Reef Blower (укр. Підводний пилосос) — другий епізод першої серії першого сезону мультсеріалу «Губка Боб Квадратні Штани».

## Сюжет
Сквідвард виходить подивитись на свій чистий двір, та на околицях він помічає мушлю. Щоб здихатись її, він якби випадково кидає її на двір Губки Боба. Тим часом Губка Боб висовується з вікна і бачить мушлю. Щоб її прибрати він дістає з гаража свій пилосос. Сквідварда дратують звуки пилососа і він затикає вуха затичками. Губка Боб намагається здути мушлю і випадково зрушує на Сквідварда цілу гору піску. Щоб виправити ситуацію, Боб здуває пісок з Сквідварда, і ця гора знову опиняється на його дворі, тоді він засмоктав її у пилосос, але той почав погано працювати і виплюнув увесь пісок. Губка Боб знову запихає пісок у нього і запускає його, але в нього не виходить. Тоді він дуже сильно розтягує шнур і тоді пилосос запрацював і засмоктав усю воду з океану, вибухнув, і залишив після себе маленькі купки піску по всіх околицях. Але двір Губки Боба — чистий. Він повертається додому, а на Сквідвардів ніс падає мушля, через яку все і почалося.

## Цікаві факти
- Окрім напису «Ти!», коли Губка Боб побачив купу піску у своєму дворі, у серії взагалі не було слів.
- У цій серії уперше з'вляється риба Фред.
- Це найкоротша серія всього мультсеріала, її хронометраж всього 2 хвилини 50 секунд.
- Це перша серія створена в 1999 році.
- Це перша серія над якою працював Том Ясумі.
- Це перша серія в заставці якої не звучить музика.
- В серії є тільки 2 персонажа Губка Боб і Сквідвард.
- Це перша серія в якій персонажі знаходяться не в воді ( коли Губка Боб висмоктує всю воду за допомогою рифодуя)
- Це перша серія в якій використовується оригінальна музика.
- Це єдиний епізод в якому немає вступлюючих титрів.
- В цій серії вперше показують гараж Губки Боба.